# Рахимкулов, Машраф
Машраф Рахимкулов — советский хозяйственный деятель, Герой Социалистического Труда.

## Биография
Родился в 1925 году в Коканде. Член КПСС.
Участник Великой Отечественной войны.
В 1946—1985 годах — механизатор на прокладке ирригационных каналов, машинист, старший машинист экскаватора строительно-монтажного управления № 5 треста «Ферганаводстрой» Министерства мелиорации и водного хозяйства Узбекской ССР.
Указом Президиума Верховного Совета СССР от 30 апреля 1966 года присвоено звание Героя Социалистического Труда с вручением ордена Ленина и золотой медали «Серп и Молот».
За высокую эффективность и качество работы при эксплуатации и ремонте с/х техники, в водохозяйственном и сельском строительстве был в составе коллектива удостоен Государственной премии СССР за выдающиеся достижения в труде 1983 года.
Умер после 1985 года в Коканде.

## Награды и звания
- Герой Социалистического Труда (30.04.1966)
- Орден Ленина (30.04.1966)
- Орден Отечественной войны II степени (06.04.1985)
- Орден Трудовой Славы III степени (22.04.1975)